# Akademik Šokalski
Akademik Šokalski (rusko Академик Шокальский) je ruska (prej sovjetska) ladja (ledolomilec) razreda Akademik Šulejkin, ki je bila zgrajena na Finskem leta 1982. Ime je dobila po ruskem oceanografu Juliju Mihajloviču Šokalskem. Že od vsega začetka je njeno matično pristanišče Vladivostok, kjer je tudi registrirana.

## Zgradba
Akademik Šokalski ima dva 6 cilindrska dizelska motorja (6CHRN 36/45), ki poganjata nastavljiv ladijski vijak. Za stabilizacijo ima ladja bočne stabilizacijske rezervoarje.
Ladja ima na treh krovih preko 28 kabin, poleg pa še jedilnico, bar, knjižnico in savno.

## Zgodovina
Prvotno je bila ladja namenjena oceanografskim raziskovanjem, po nekajkratnih predelavah in posodobitvah pa je postala ladja za križarjenja po polarnih območjih, večinoma okoli Antarktike.

## Pripetljaj na Antarktiki
8. decembra 2013 je ladja z 74 ljudmi na krovu zapustila pristanišče Bluff na Novi Zelandiji in se odpravila proti Antarktiki po isti poti, kot je šla Avstralska antarktična ekspedicija med letoma 1911 in 1914, ki jo je vodil avstralski geolog Douglas Mawson. 
25. decembra 2013 je ladja obtičala v poledenelem Južnem oceanu, ob vzhodni obali Antarktike. Na pomoč so se odpravili trije ledolomilci, kitajski Xue Long, avstralski Aurora Australis in francoski L'Astrolabe. Prvi je prišel na pomoč ledolomilec Xue Long, vendar zaradi predebelega ledu ni mogel priti bližje od 6 nm. Na tem mestu je tudi ostal, zaradi morebitnega reševanja s helikopterjem, ki ga ima na ladji. Do ruske ladje ni uspelo priti tudi francoskemu ledolomilcu, ki je nato opustil reševanje. Po odločitvi ruskega zunanjega ministrstva, so skupino 52 potnikov nato vendarle rešili s helikopterjem v petih poletih. Prepeljali so jih na kitajsko ladjo in nato z manjšimi čolni naprej na avstralski ledolomilec. Ta pa jih bo odpeljal v mesto Hobart na Tasmaniji. Na ruski ladji je tako ostalo 22 članov posadke, ki pa naj bi imeli zadostne zaloge hrane. Nov zaplet se je nato zgodil, ko je v ledu obtičal še kitajski ledolomilec. Avstralska agencija za pomorsko varnost, ki koordinira reševanje, je za pomoč prosila še ameriški ledolomilec Polar Star. Ta je že na poti proti ladjama Akademik Šokalski in Xue Long. 7. 1. 2014 se je ladji Akademik Šokalski uspelo sami rešiti, saj so se na ledu okoli ladje pojavile razpoke, skozi katere je lahko odplula ven iz poledenelega morja. Nekoliko kasneje, istega dne, se je uspelo iz ledu rešiti tudi kitajskemu ledolomilcu Xou Long. Ameriški ledolomilec Polar Star, ki je krenil proti na pomoč ujetima ladjama, je bil razrešen reševalne naloge.